# Mabea piriri
Espèce
Statut de conservation UICN

 LC  : Préoccupation mineure
Classification APG III (2009)
Synonymes
- Mabea maynensis Müll. Arg.
- Mabea maynensis Spruce ex Benth.
- Mabea speciosa subsp. concolor (Müll. Arg.) Hollander[2]

Mabea piriri est une espèce de plantes à fleurs de la famille des Euphorbiaceae (famille du ricin). C'est un arbuste sud-américain.
Il est connu en Guyane sous les noms de Bois-lait ou Bois-lélé (créole de Saül) ou Bois à calumet. Au Suriname on le désigne sous les noms de Bakaa Poeirenga (Saramaka), Baririe Koli Kakkekoro (Arawak), Koenbotassi, Wepenjana atakarie, Pakjira emoeroc, Wepe lana noc takalli (Karib). Au Guyana, on l'appelle Swizzle stick (Créole), Bariri-kuti (signifie "pied de faucon" en Arawak à cause de ses branches verticillées), Yukuyapoi (Karib). Au Venezuela, on l'appelle Molenillo, Pata de gallina, Pata de grulla, Pata de paují, Usibe (espagnol).

## Description
Mabea piriri est un arbre pouvant atteindre 15(–25) m de haut, produisant un latex blanc en cas de blessure. Son troncs produit des contreforts arrondis très bas. Ses branches sont parfois verticillées. Son écorce brun pâle est lisse avec quelques fissures verticales. L'écorce interne est brun-orangé. Les tiges sont glabres à glabrescentes. Les pétiole des feuilles est long de 7-11 mm. Les feuilles glabres, ont des marges dentelées à sub-entière, sont étroitement oblongues-elliptiques, ont base aiguë, un apex acuminé à caudé, et mesurent 7-13 x 2,5-4,5 cm. Elles portent de petites glandes circulaires le long de la marge abaxiale. Les inflorescences sont terminales et à l'aisselle, des feuilles supérieures, sont parfois ramifiées (1 à 3(5) à l'extrémité d'un rameau). Les unités racémeuses mesurent 6-8 x (2)2,5-3,5 cm, sont vert pâle, comportent 2-4 fleurs pistillées chacune et sont portées sur un pédoncule long de 2,5 −9 cm. Les bractées des fleurs staminées portent des glandes vert foncé, longues d'environ 3 cm, et insérées 1,5 à 1 mm au-dessus du rachis. Les pédicelles sont longs de 6-9-(-12) cm sur les fleurs staminées, et 10-15 mm sur les fleurs pistillés. Les fleurs staminées mesurent 1,5-2 mm de diamètre est comportent 15-25 étamines. Sur les fleurs pistillées, l'ovaires est densément couvert de poils dendritiques. Le style, long de 2 à 2,6 cm est conné sur la moitié de sa longueur. Le fruit est une capsules de 1,5-2 cm de diamètre, recouvertes de poils brun rougeâtre. Les ovaires et fruits sont toujours bruns.

## Répartition
On rencontre Mabea piriri du Venezuela, à la forêt côtière atlantique du Brésil en passant par les Guyanes (Guyana, Suriname, Guyane), et le bassin amazonien.

## Écologie
Il pousse depuis le niveau de la mer jusqu'à 900 m d'altitude, dans les forêts tropicales sempervirentes des basses terres, jusqu'aux premiers reliefs montagnards, et parfois sur les berges des cours d'eau ou les forêts secondaires. Il préfère le sous-bois des forêts de terre ferme non inondées. En Guyane, il fleurit de septembre à novembre, fructifie de décembre à février.
Mabea piriri a la particularité de ne pas connaître de dédifférenciation végétative lors du passage au stade sexuel.
Au Venezuela, Mabea piriri est une des espèces les plus communément consommées par le tapir, et aussi une des plus communes dans son habitat naturel.

## Utilisations
Le bois de Mabea piriri est utilisé pour la construction.
Les tiges creuses de Mabea piriri étaient employées sous l'ancien régime pour réaliser des tuyaux et embouts de pipe, d'où le nom de « Bois à calumet »,,.
Dans le Nord-ouest du Guyana, les populations amérindiennes emploient Mabea piriri comme plante médicinale, ressource technologique et matériau construction d'importance mineure : le latex est sert de collyre pour soigner les yeux endoloris. La tige verticillée est taillée en un ustensile de cuisine pour battre le lait au chocolat ou la purée de banane. Son bois considéré comme durable est utilisé en "bois rond" dans la construction de maisons.
Le latex de Mabea piriri est riche en caoutchouc. Son écorce, amère et astringente aurait des propriétés fébrifuges.
L'extrait alcoolique de Mabea piriri présente des propriétés acaricides sur la tique Dermacentor nitens comparables à la deltaméthrine.

## Histoire naturelle
En 1775, le botaniste Aublet propose la diagnose suivante : 
« MABEA (Piriri) foliis ovato - oblongis, acuminatis. (Tabula 334. Fig. 1.) 

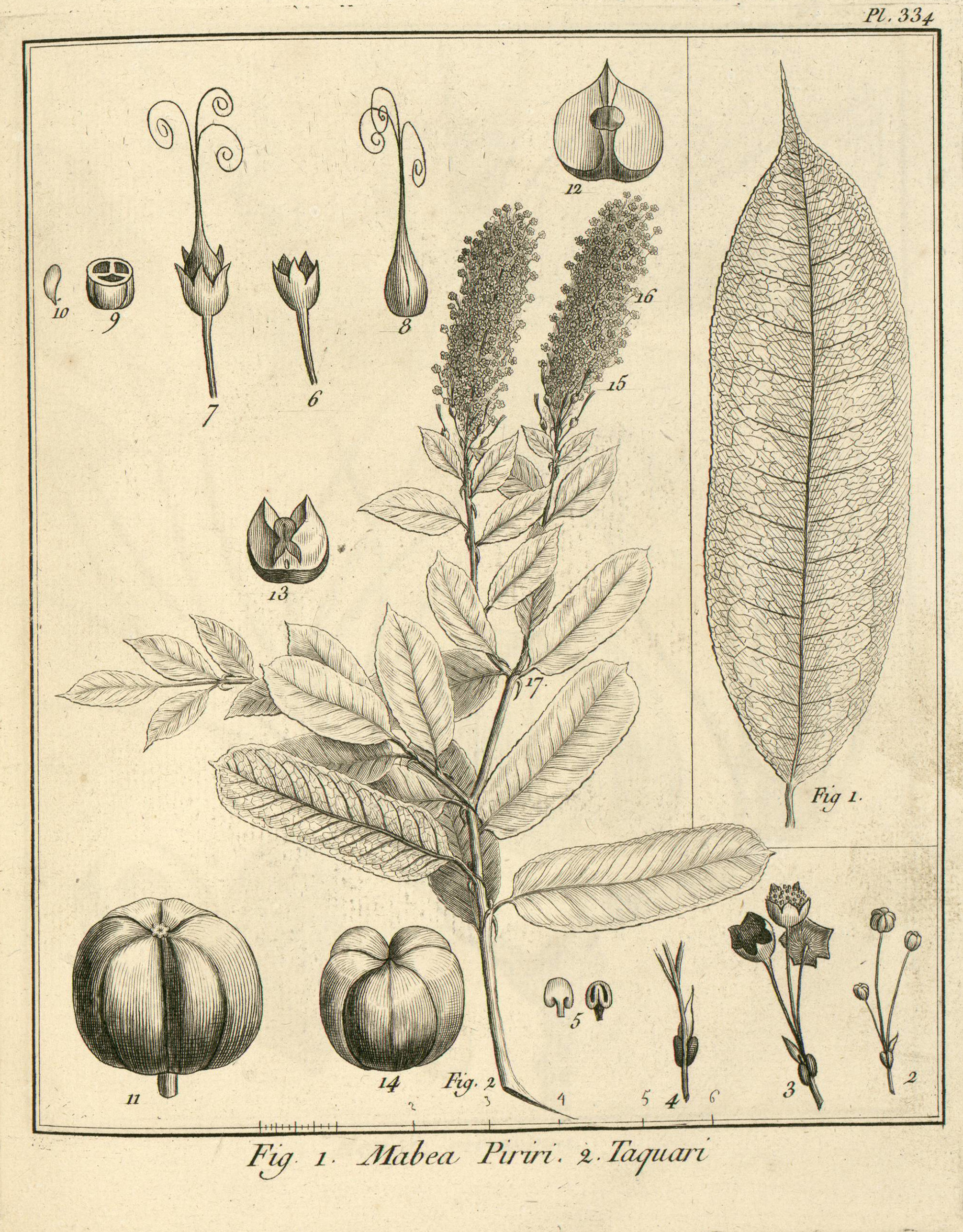
Mabea piriri par Aublet (1775) Planche 334 fig. 1.
- L'on a repréſenté une feuille & un fruit de grandeur & groſſeur naturelles. Toutes les parties des fleurs ont été groſſies. - 1. Feuille du Mabier Calumet ou Piriri. - 2. Bouquet de fleurs mâles en bouton, garni, à ſa baſe, d'une écaille & de deux glandes. - 3 Bouquet de fleurs mâles épanouies, garni de mime. - 4. pédoncule des fleurs 3 garni d'une écaille & de deux glandes. - 5. Deux étamines, une vue de face, & l’autre vue par le dos. - 6. Calice de fleur femelle. - 7. Ovaire dans le calice. Style. Stigmates. - 8. Ovaire ſéparé du calice. - 9. Ovaire coupe en travers. - 10. Semence que l'ovaire contient. - 11. Capſule. - 12. Une loge oſſeuſe qui s'ouvre encore en deux valves avec élaſticité, & qui contient une graine. - 13. Loge qui s'ouvre en deux valves. - 14. Capſule de la Fig. 1. - 15. Fleurs femelles. - 16. Fleurs mâles. - 17. Stipules.

Frutex trunco quinque-pedali ; ramos plures, ſarmentoſos, longiſſimos, ſuprà arbores ſparſos, & propendentes emittente. Folia alterna, ovato-oblonga, in acumen longum deſinentia, integerrima, ſuperne viridia, inferne albicantia, brevi petiolata. Stipulæ binæ, breves, anguſtæ, acutæ, deciduæ. Flores paniculati, denſiſſimi, maſculi terni, pedunculati, ab codem pedicello exeunt, ad baſim glandulis duabus & bradea muniuntur. Flores feminei infra maſculos, ſolitarii, pedunculati. 
Tota planta vulnerata ladeum ſuccum fundit. 
Florebat, fructumque ferebat Maio. 

Nomen Caribamm PIRIRI MABÉ ; Gallicum CALUMET. »

« LE MABIER Calumet. (PLANCHE 334.)
C’eſt un arbrisseau dont le tronc a cinq à ſix pieds de hauteur, & environ ſix pouces de diamètre. Son écorce eſt cendrée, liſſe, & rend un ſuc laiteux, pour peu qu'on l'entame. Son bois eſt jaunâtre. De ce tronc s'élèvent pluſieurs branches ſarmenteuſes, qui s'étendent fort haut, & ſe répandent ſur les arbres voiſins, en laiſſant pendre des rameaux, qui ſont chargés de feuilles alternes, oblongues, ovales, terminées en une longue pointe. Elles ſont liſſes, vertes en deſſus, & blanches en deſſous. Leur pédicule eſt court, & porte à ſa baſe deux stipules longues & étroites, qui tombent. 
Les fleurs viennent à l'extrémité des rameaux en grand nombre, rangées en longue panicule. 
Ces fleurs ſont, les unes mâles & en très grand nombre: au deſſous de celles-ci ſont quelques fleurs femelles dont le nombre varie de huit à dix, & toujours placées à la partie inférieure de la panicule. 
Les fleurs mâles ſont portées ſur un pédoncule de trois lignes de long, garni de deux écailles, qui, dans le milieu de ſa longueur, a deux corps oblongs, arrondis, ſurmontés d'une écaille, & au deſſous il ſe partage en trois filets qui ont chacun à leur ſommet une très petite fleur. 
Le calice eſt d'une ſeule pièce à cinq dents aiguës. 
Les étamines ſont au nombre de neuf, de dix ou de douze, preſſées les unes contre les autres, & attachées au fond du calice. Leur filet eſt très court. L'anthère eſt arrondie, à deux loges, qui s’ouvrent en deux valves, & répandent une pouſſière jaune. 
Les fleurs femelles ſont ſolitaires, ſur un pédoncule long. Leur calice eſt d'une ſeule pièce, arrondi, évaſé, à cinq dents aiguës. 
Le piſtil eſt un ovaire renferme en partie dans le calice. Il eſt oblong & à trois côtes arrondies, ſurmonté d'un style long d' environ un demi-pouce, qui ſe partage en trois stigmates longs, tournes en ſpirale. 
L'ovaire devient un fruit ſec de la groſſeur & de la forme du grain de raiſin. Il eſt à trois côtes arrondies. Son écorce, qui eſt charnue en ſe deſſéchant, ſe ſéparé & laiſſe à découvert une capsule à trois loges ligneuſes, laquelle ſe partage en trois parties. Chacune de ces parties s'ouvre avec élaſticité en deux valves, & jette une graine arrondie, de couleur brune, tachée de gris. 
Toutes les parties de cet arbriſſeau rendent, de même que l'écorce, un ſuc laiteux. 
Je l'ai trouvé dans l'île de Caïenne, aux environs de la ville, & à Loyola ; il croît auſſi dans la terre ferme, au Comté, & ſur les bords de la rivière de Sinémari. C'eſt principalement dans cet endroit que j'ai vu cet arbriſſeau s'élever ſur de très grands arbres, en laiſſant pendre des rameaux que je pouvois atteindre avec les mains. 
Les Créoles & les Nègres à Caïenne emploient les menues branches de cet arbriſſeau, pour en faire des tuyaux de pipe. C'eſt par cette raiſon qu'ils l'ont appelle BOIS A CALUMET. Il eſt nommé PIRIRI MABÉ par les Galibis. »

— Fusée-Aublet, 1775.

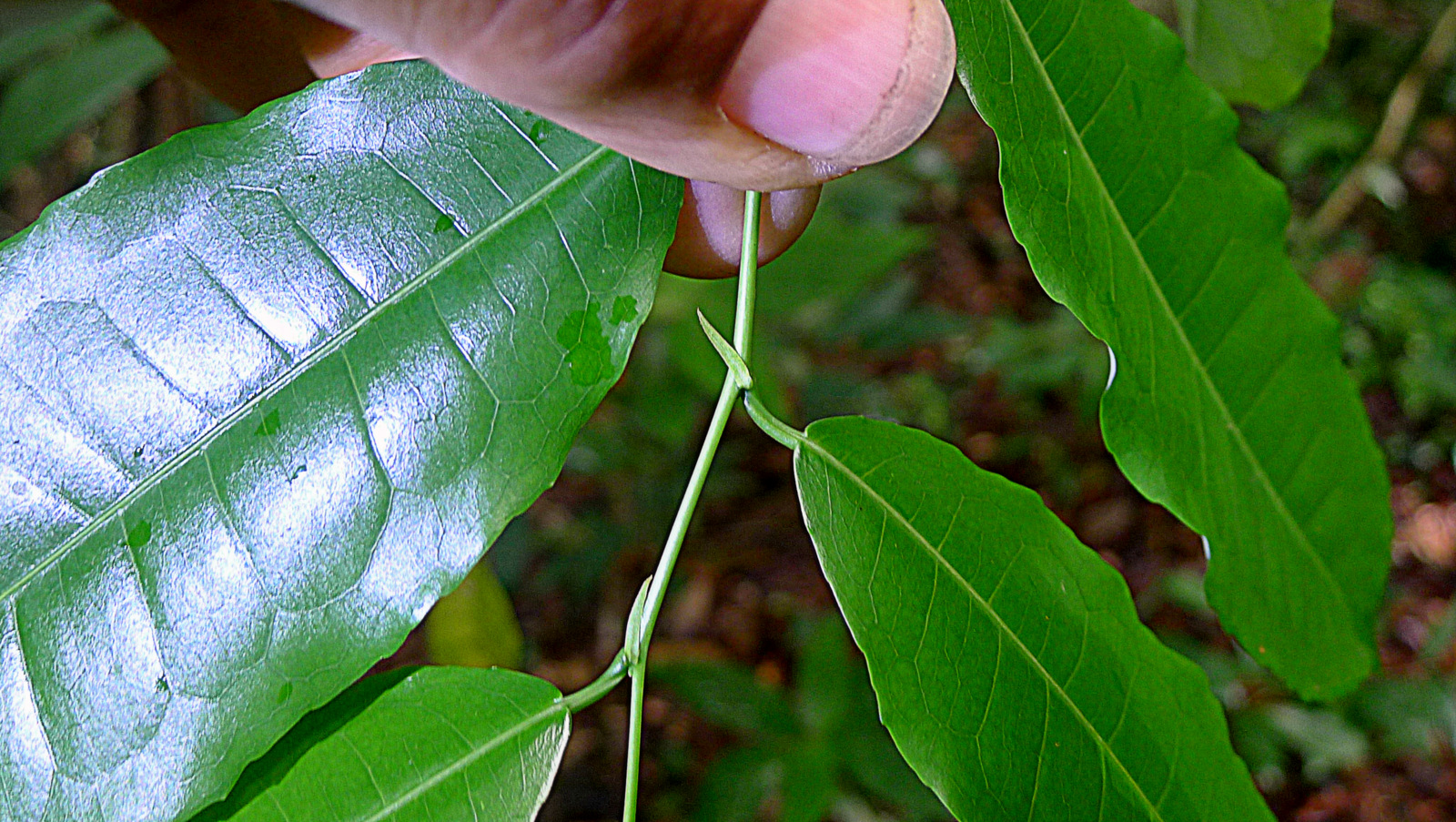
Rameau feuillé de Mabea piriri dans l'État de Bahia (Brésil)
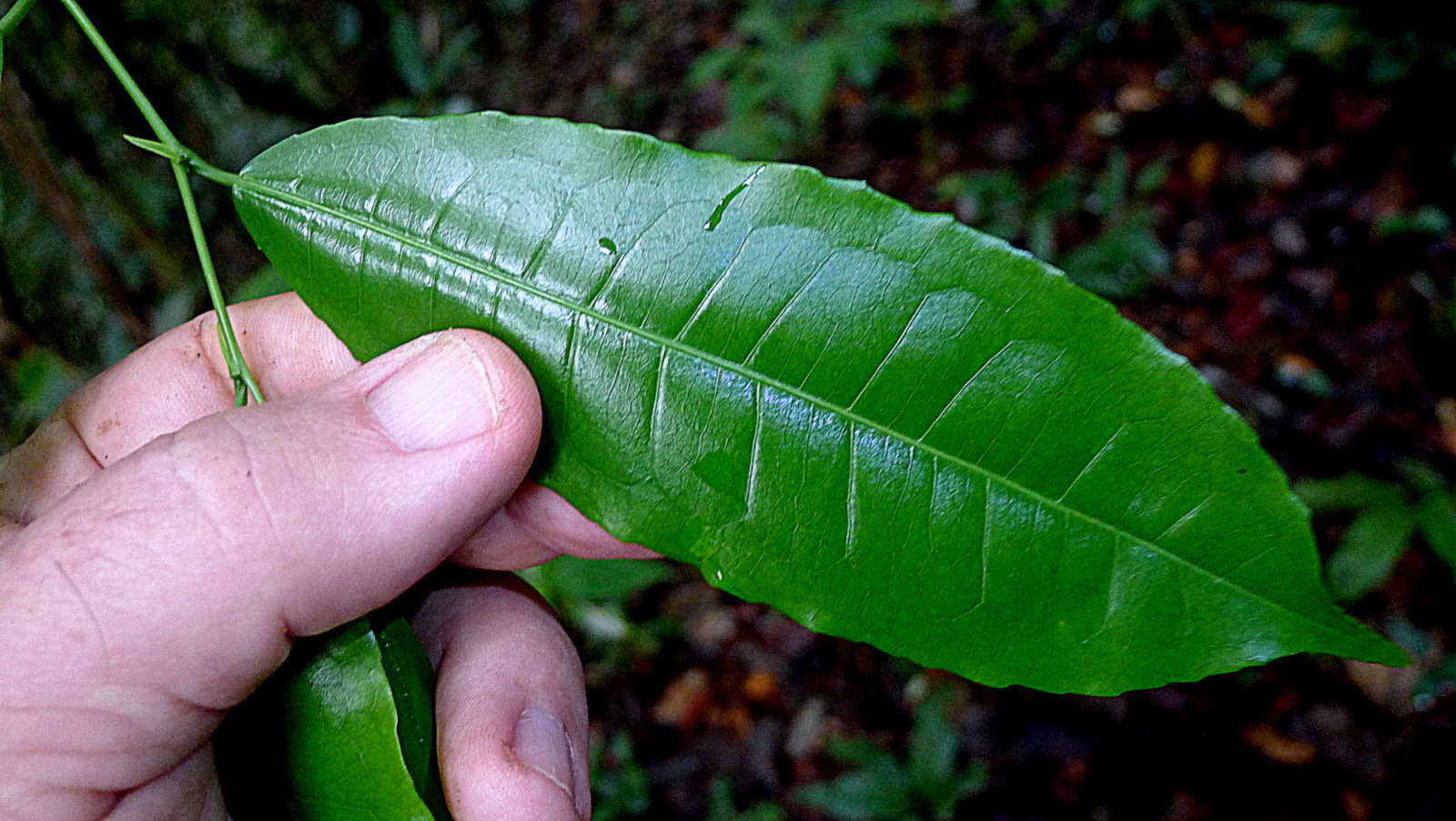
Face adaxiale (supérieure) de la feuille  de Mabea piriri
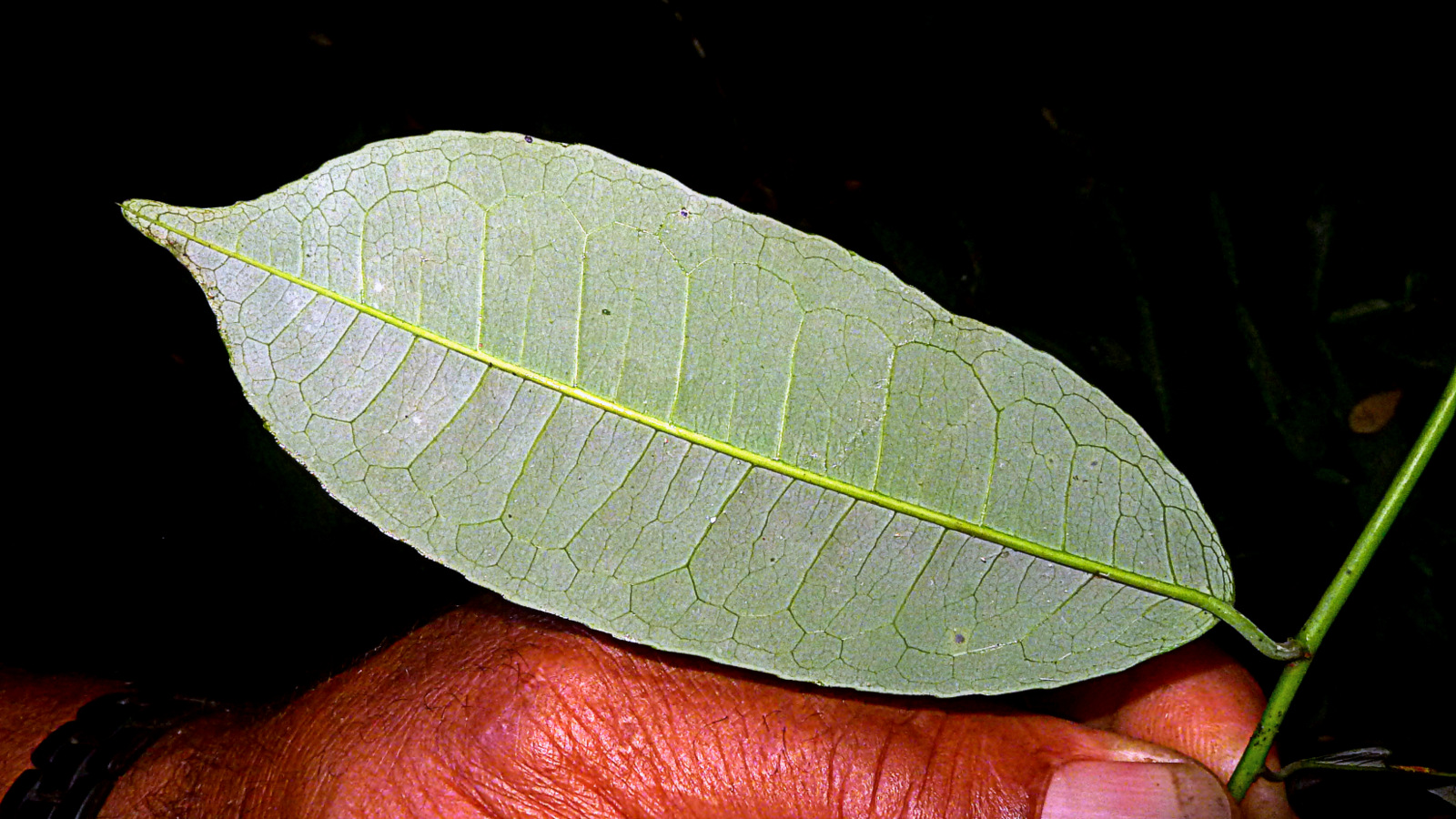
Face abaxiale (inférieure) de la feuille de Mabea piriri
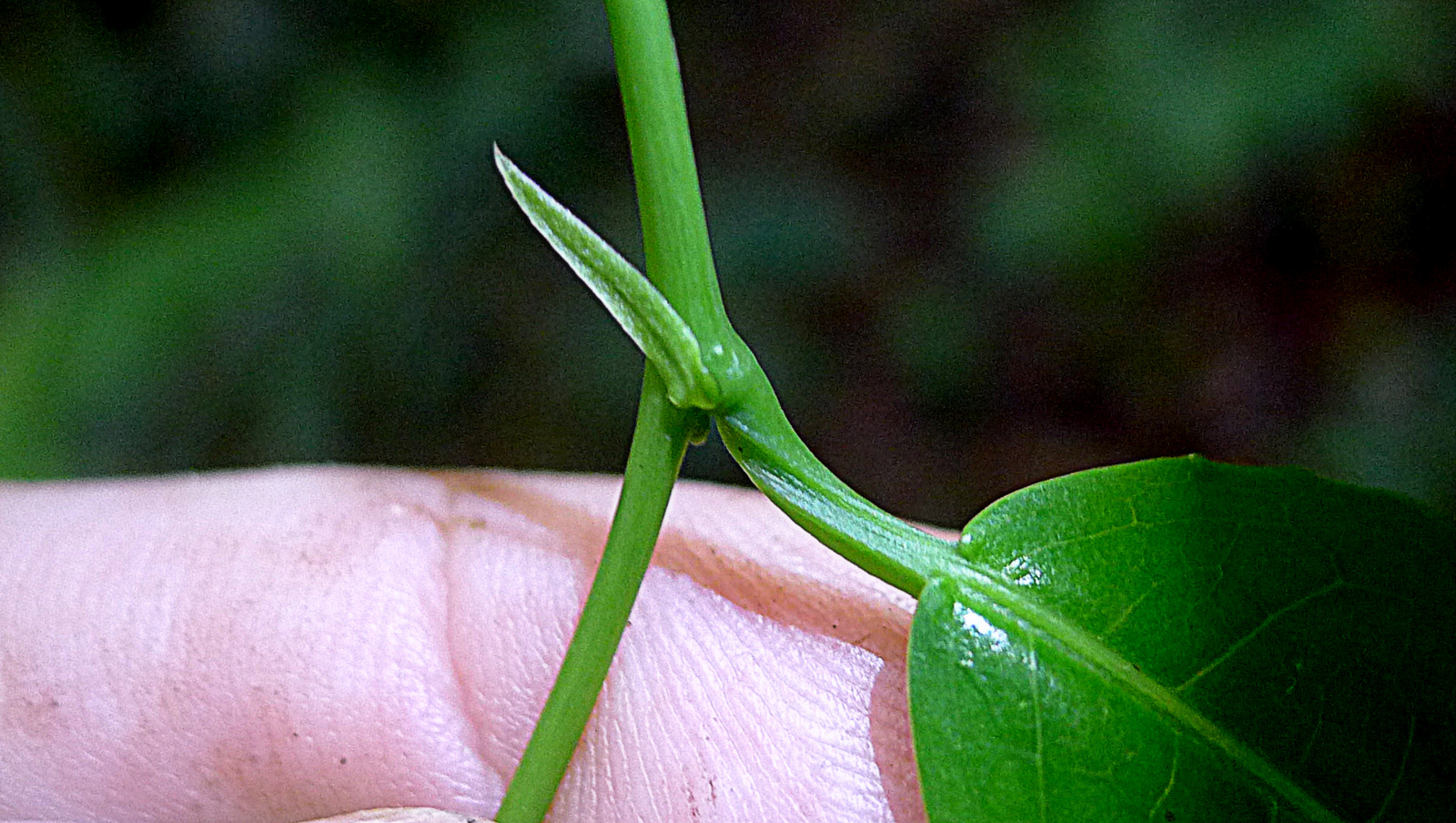
Stipule de Mabea piriri
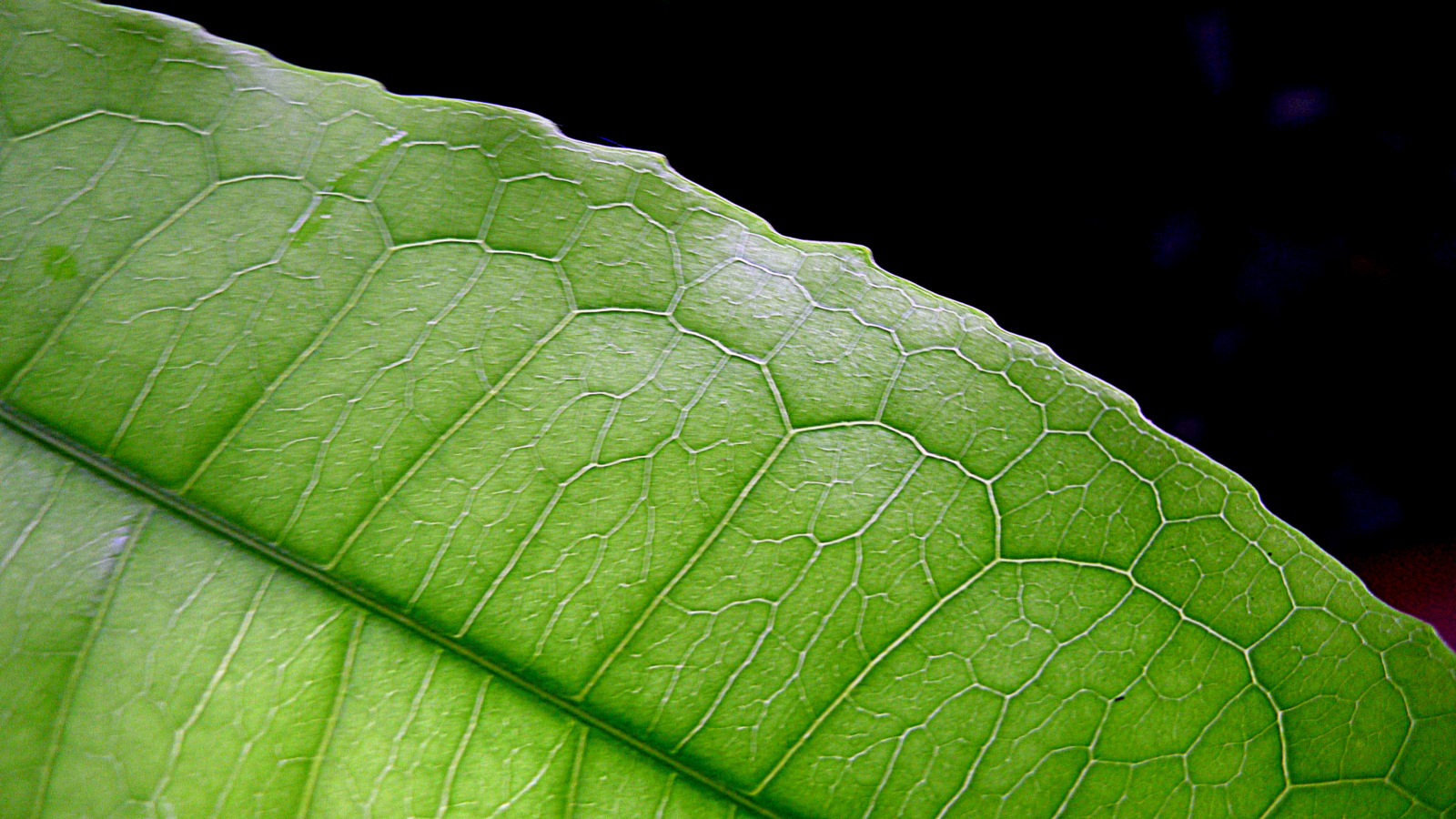
Marge dentée d'une feuille de Mabea piriri
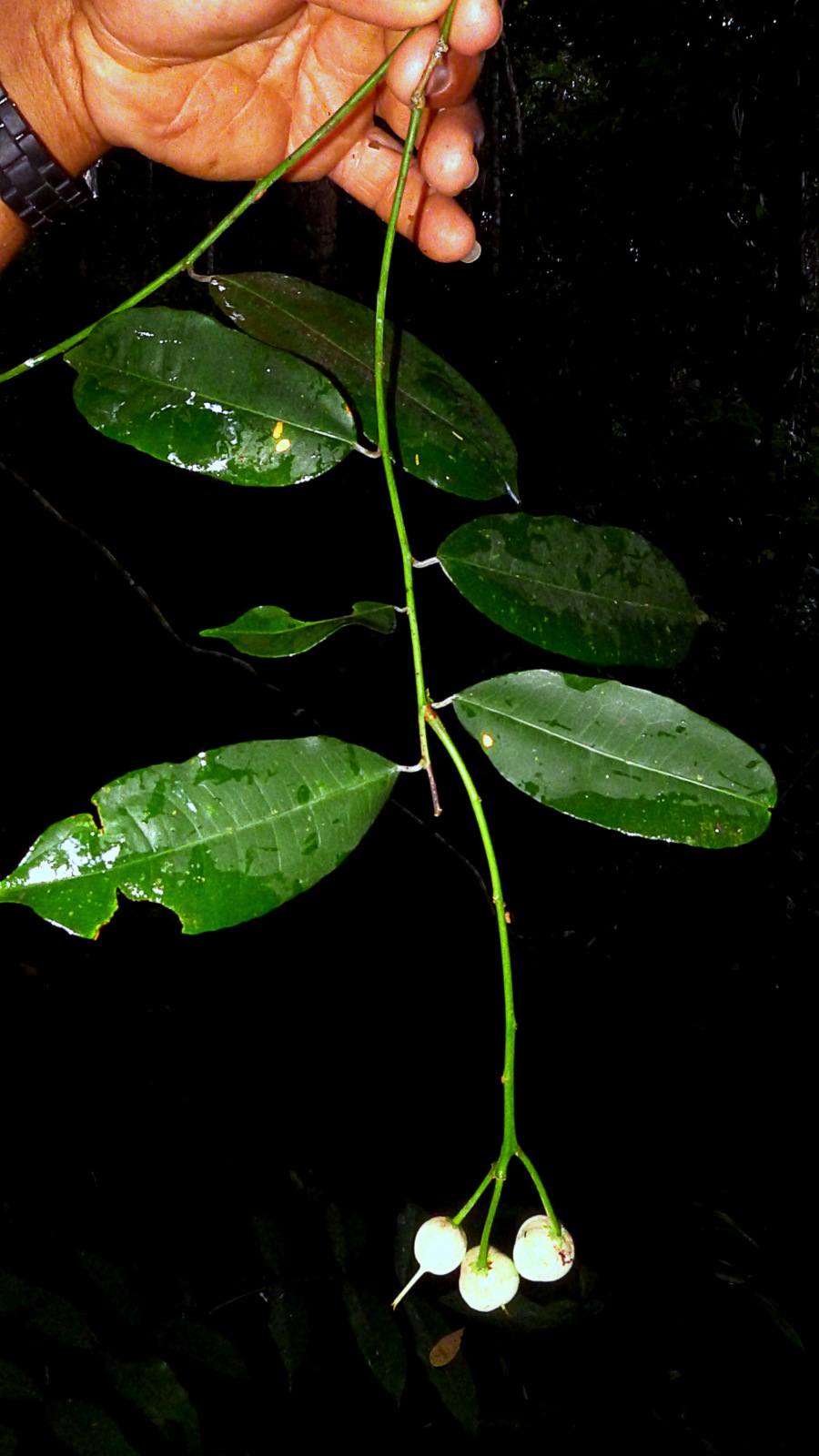
Rameau feuillé fructifère de Mabea piriri
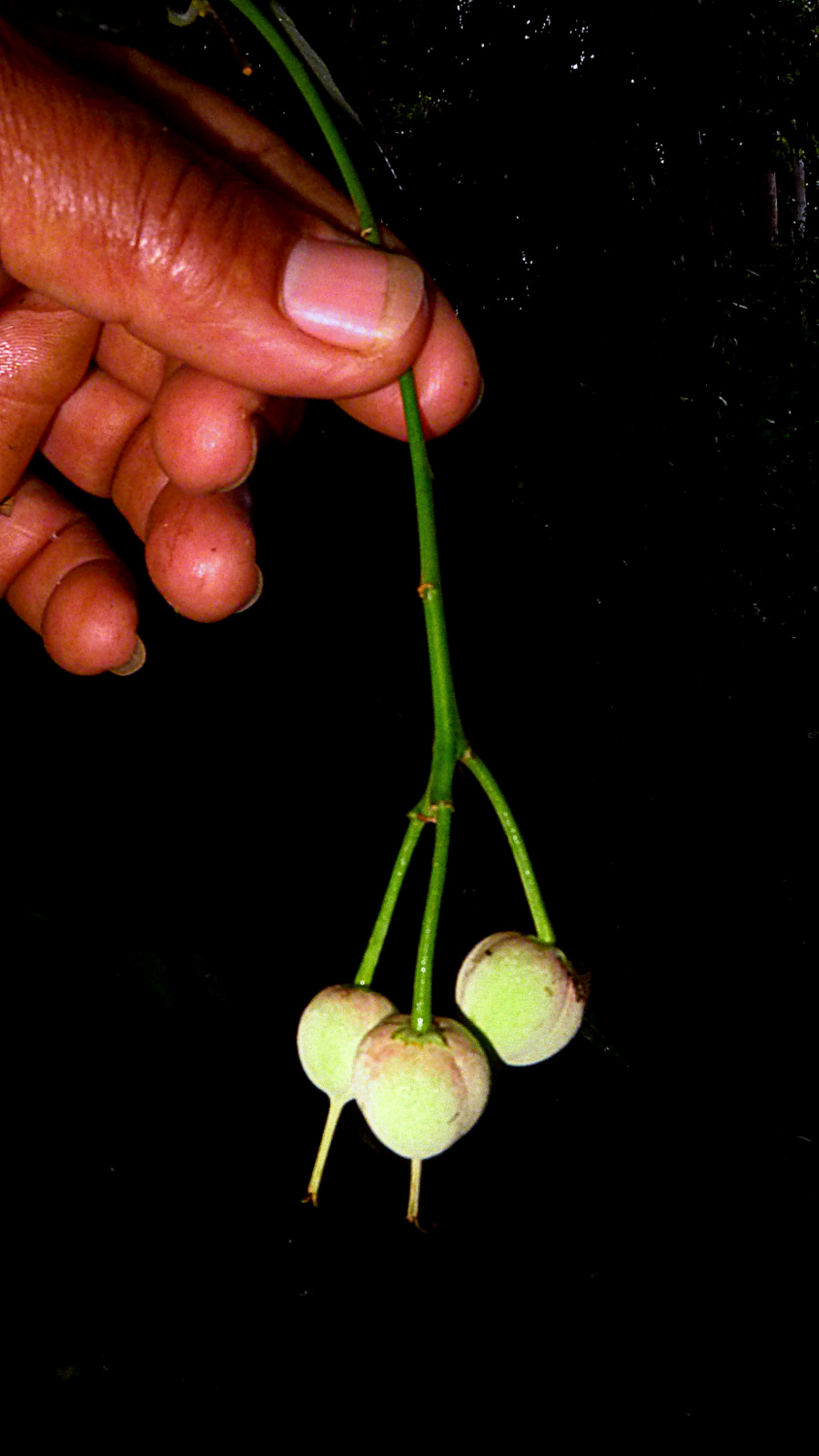
Infrutescence de Mabea piriri
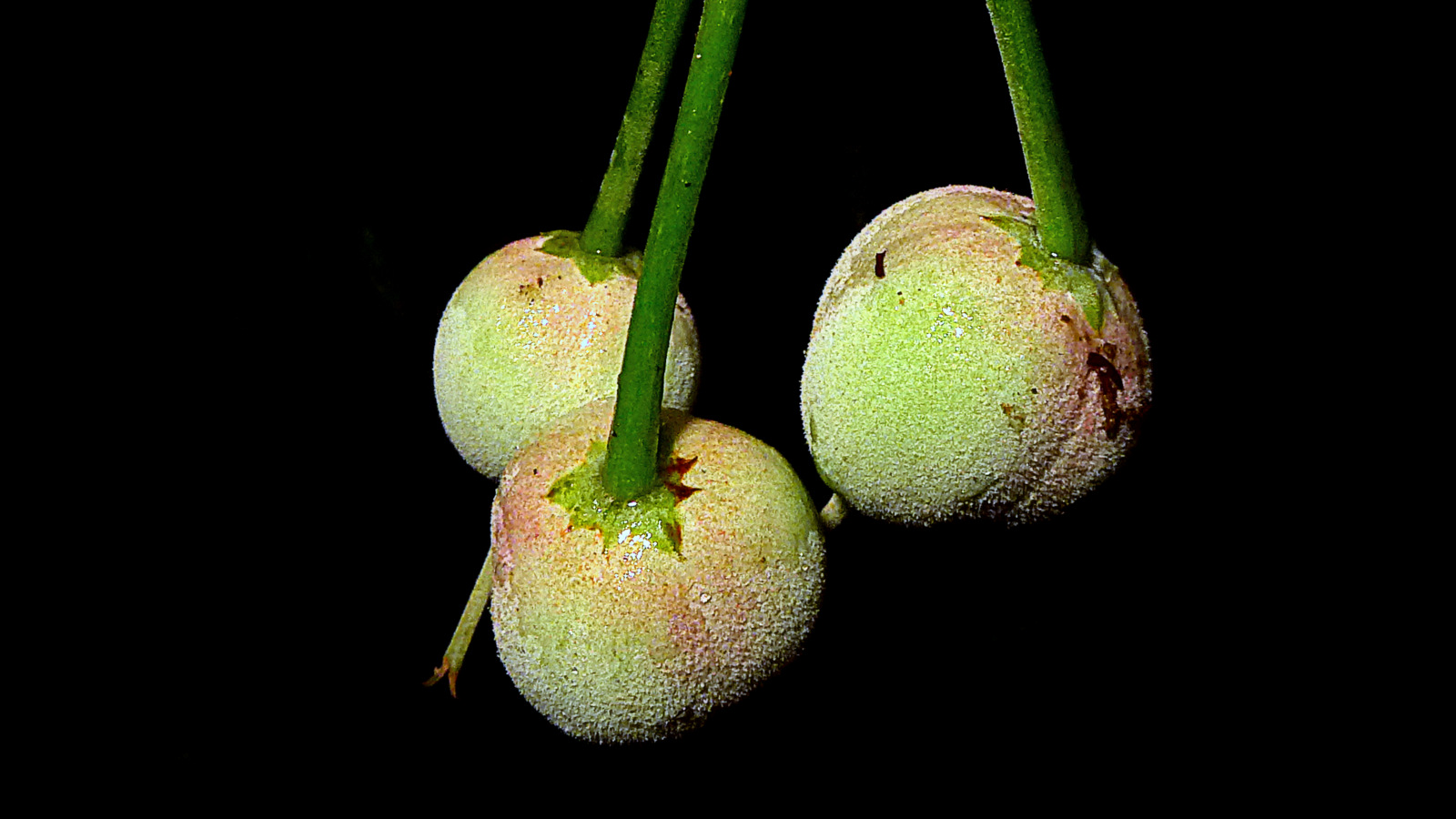
Fruits de Mabea piriri
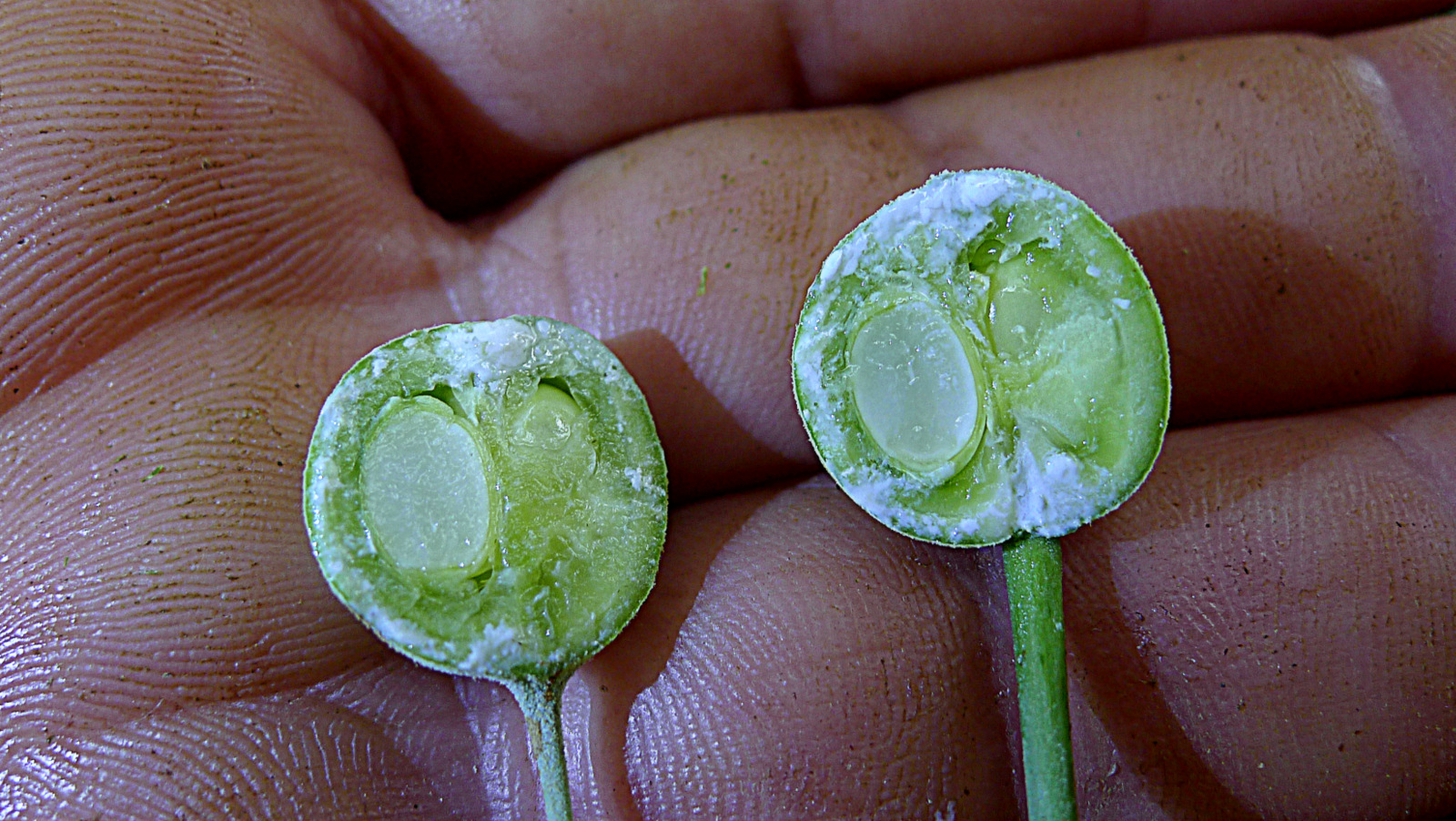
Coupe sagittale d'un fruit de Mabea piriri
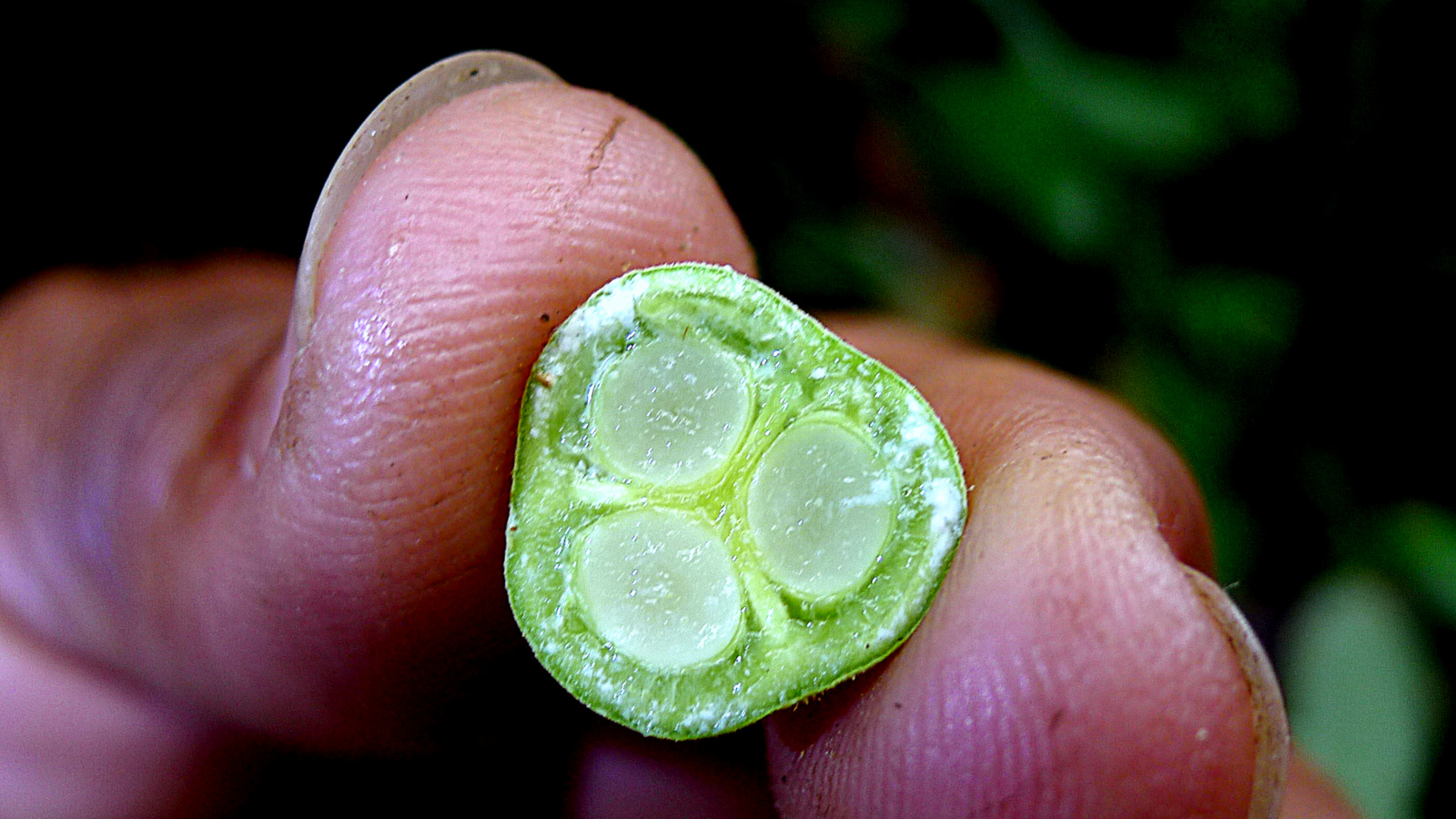
Coupe transversale d'un fruit de Mabea piriri
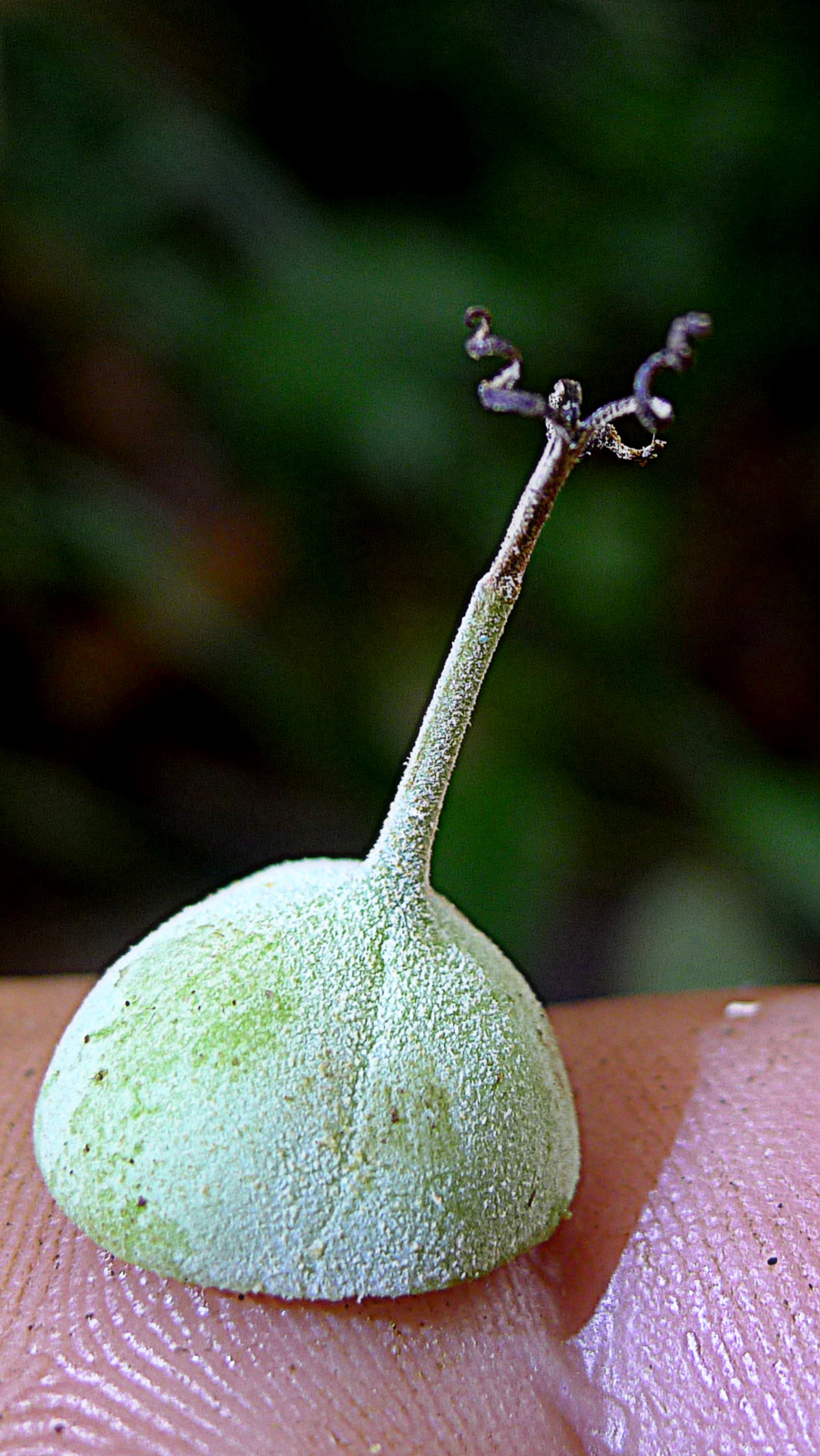
Moitié supérieure du fruit de Mabea piriri